# Det Kongelige Kirurgiske Akademi

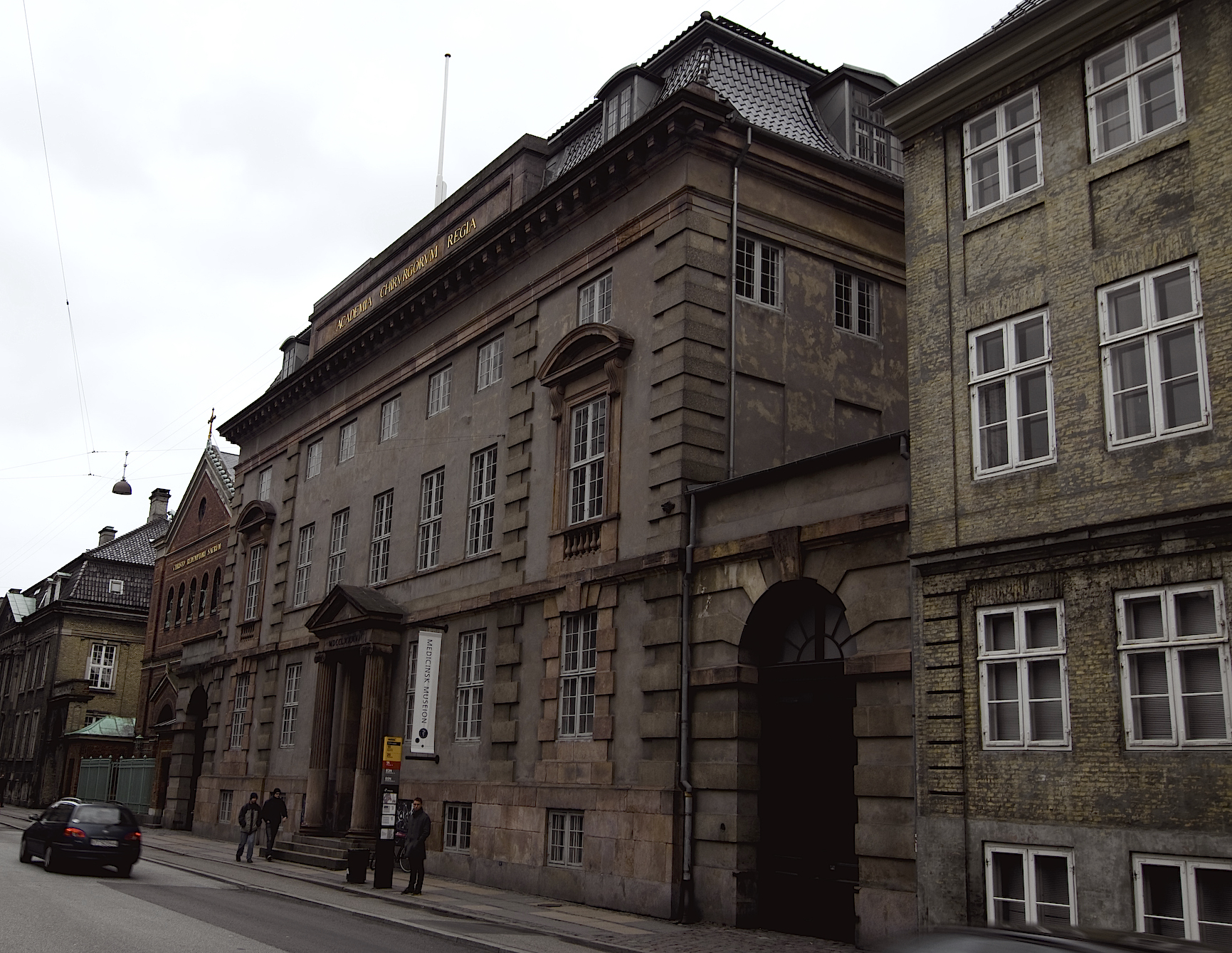
Det Kongelige Kirurgiske Akademis tidigare byggnad på Bredgade i Köpenhamn.

Det Kongelige Kirurgiske Akademi var under åren 1785–1842 en kirurgisk utbildningsanstalt i Köpenhamn.
Det Kongelige Kirurgiske Akademi ersatte Theatrum anatomico-chirurgicum som läroanstalt för kirurger. Från denna anstalts stiftande 1736 pågick en ständig strid mellan läkare och kirurger, i vilken Köpenhamns universitets medicinska fakultet arbetade för att få den kirurgiska läroanstalten införlivad i universitetet, medan kirurgerna kämpade för att bevara deras egen anstalt fullständigt oavhängig av fakulteten. I nära samband med de skiftande politiska begivenheter under Johann Friedrich Struensee, Ove Høegh-Guldberg och kronprins Fredrik hade omväxlande de olika partierna övertaget, men genomgående var kirurgerna de segrande, även då fakulteten 1774 lyckades få igenom, att kirurgerna för att få rätt till medicinsk praktik skulle examineras i inre medicin vid fakulteten, ty denna examination gav kirurgerna trots fakultetens motstånd rätt till obegränsad praktik inte bara bland militär, utan även i civilbefolkningen. Då kronprinsen övertog regeringen, lyckades kirurgerna, i likhet med vad som skett på flera platser i utlandet, främst i Wien, genom livkirurgen Johan Christian Bodendicks hjälp den 22 juni 1785 att få inrättat en kunglig kirurgisk akademi, som var fullständigt oavhängig av fakulteten, så att examinationen i inre medicin, trots läkarnas energiska protest, ändå förlades till Kirurgiska akademien.
Vid Kirurgiska akademien anställdes generaldirektören för kirurgin, som var äldste professor, hovkirurgen och överkirurgen vid Frederiks Hospital som professorer, och dessutom anställdes en lektor i kemi och några reservkirurger. Akademien fick allt, vad som angick kirurgin under sig. Bland annat framförde man förslag vid tillsättning av alla kirurgiska tjänster, tills Sundhedskollegiet inrättades 1803. För att uppnå en vetenskaplig prägel, fick akademien i likhet andra lärda sällskap rätt till att uppta särskilt framstående kirurger som ledamöter, men detta fick aldrig någon större betydelse för akademiens historia. Av änkedrottning Juliana Maria fick Kirurgiska akademien en tomt på Bredgade, där en byggnad för denna uppfördes, vilken numera inrymmer Medicinsk Museion.
Under de första 20 åren arbetade akademiens lärarråd mycket ivrigt, men senare blev de tidigare mycket regelbundet hållna mötena alltmer sällsynta. Den medicinska undervisningen vid Kirurgiska akademien stod säkert långt tillbaka för den kirurgiska, och under årens lopp blev det mer och mer kännbart, att en betydande del av kirurgerna inte hade tillräckliga förkunskaper, och att det var nödvändigt att utbilda medikokirurger och inte lägga alltför ensidig vikt på vare sig den medicinska eller den kirurgiska undervisningen. Det blev dessutom alltmer vanligt, att de främsta kirurgerna även avlade medicinsk examen vid fakulteten. Efter att många olika förslag framförts, och efter en stark agitation infördes en förenad medicinsk-kirurgisk examen genom kungligt plakat av 30 januari 1838, varvid professorerna vid Kirurgiska akademien och fakulteten examinerade gemensamt, och slutligen upplöstes genom kunglig resolution av den 17 december 1841 Kirurgiska akademien och inlemmades i Köpenhamns universitet från 1 januari 1842, genom att Kirurgiska akademien och medicinska fakulteten sammanslogs med båda anstalternas professorer som lärare.
Kirurgiska akademien spelade en stor roll i den danska läkarvetenskapens historia, eftersom majoriteten av läkare var utbildade där. Från 1800 avlade endast 65 uteslutande medicinsk examen, omkring 90 både medicinsk och kirurgisk, men omkring 390 kirurgisk examen vid Kirurgiska akademien.